# Peder Kinberg
Peder Herbert Kinberg, född 6 oktober 1944 i Malmö, är en svensk skådespelare.

## Biografi
Kinberg studerade vid Teaterhögskolan i Göteborg 1967-1970 tillsammans med bland andra Leif Nilsson, Björn Åkesson, Jan Holmquist, Lena Strömdahl, Viveka Seldahl och Ulla Lyttkens. Han är kusin till Johan S. Kinberg, som är far till Anna Kinberg Batra.

## Filmografi
- 1965 – Conny (TV-teater)
- 1972 – Swedish Wildcats
- 1973 – Smutsiga fingrar
- 1973 – Någonstans i Sverige (TV-serie)

## Teater

### Roller (ej komplett)
| År   | Roll                              | Produktion                                                                            | Regi                       | Teater                   |
| ---- | --------------------------------- | ------------------------------------------------------------------------------------- | -------------------------- | ------------------------ |
| 1970 | Guillaume                         | 40 karat (Quarante carats) Pierre Barillet och Jean-Pierre Grédy                      | Per Gerhard                | Vasateatern              |
| 1973 | Sempronius                        | Karusellen (The Apple Cart) George Bernard Shaw                                       | Claes Sylwander            | Helsingborgs stadsteater |
| 1973 | Siebel                            | Faust Johann Wolfgang von Goethe                                                      | HansKarl Zeiser            | Helsingborgs stadsteater |
| 1973 | Vilhelm                           | Värmlänningarna Fredrik August Dahlgren och Andreas Randel                            | Claes Sylwander            | Helsingborgs stadsteater |
| 1974 | Igor                              | Kaktusblomman (Fleur de cactus) Pierre Barillet och Jean-Pierre Grédy                 | Claes Sylwander            | Helsingborgs stadsteater |
| 1974 | Generalen                         | Tartuffe (Tartuffe, ou l'Imposteur) Molière                                           | HansKarl Zeiser            | Helsingborgs stadsteater |
| 1975 | Underläkaren                      | Sjung vackert om kärlek Gottfried Grafström                                           | Claes Thelander            | Helsingborgs stadsteater |
| 1975 | Bernard                           | En handelsresandes död (Death of a Salesman) Arthur Miller                            | Claes Sylwander            | Helsingborgs stadsteater |
| 1975 | Långtradaren                      | Turarna, en färjepjäs Stellan Olsson och Jan Olsheden                                 | Stellan Olsson             | Helsingborgs stadsteater |
| 1975 | Karantänmästaren                  | Ett drömspel August Strindberg                                                        | Lars Svenson               | Helsingborgs stadsteater |
| 1975 | Ernfred                           | Hemma igen Runar Schildt                                                              | Hans Polster               | Helsingborgs stadsteater |
| 1975 | Wint Selby                        | Åh, ljuva ungdomstid (Ah, Wilderness) Eugene O'Neill                                  | Olle Johansson             | Helsingborgs stadsteater |
| 1976 | Brudgummen Trumpterstråle Utkiken | Peer Gynt Henrik Ibsen                                                                | Claes Sylwander            | Helsingborgs stadsteater |
| 1976 | Marcel Durand                     | Pariserliv (La Vie parisienne) Jacques Offenbach, Henri Meilhac och Ludovic Halévy    | Hans Polster               | Helsingborgs stadsteater |
| 1977 | Nils                              | Mäster Olof August Strindberg                                                         | Lars Svenson               | Helsingborgs stadsteater |
| 1977 | Stenwall                          | Chez nous Anders Ehnmark och Per Olov Enquist                                         | Hans Polster               | Helsingborgs stadsteater |
| 1977 |                                   | Tolvskillingsoperan (Die Dreigroschenoper) Bertolt Brecht och Kurt Weill              | Hans Polster               | Helsingborgs stadsteater |
| 1977 | Eyvind                            | Ballerina Arne Skouen                                                                 | Claes Thelander            | Helsingborgs stadsteater |
| 1978 | Sixten                            | Mio, min Mio Astrid Lindgren                                                          | Karin Ekström Göran Omnéus | Helsingborgs stadsteater |
| 1978 | Fedotik                           | Tre systrar (Три сeстры, Tri sestry) Anton Tjechov                                    | Hans Polster               | Helsingborgs stadsteater |
| 1978 |                                   | Åh, vilket härligt krig! (Oh, What a Lovely War!) Charles Chiltom och Joan Littlewood | Jan Lewin                  | Helsingborgs stadsteater |
| 1978 | Nicola Czibor                     | Caviar och spagetti (Caviale e lenticchie) Giulio Scarnicci och Renzo Tarabusi        | Egon Larsson               | Helsingborgs stadsteater |